# Taisuke Akiyoshi
Taisuke Akiyoshi (ur. 18 kwietnia 1989 w prefekturze Kumamoto) – japoński piłkarz występujący na pozycji pomocnika.

## Kariera piłkarska
Od 2008 roku występował w Albirex Niigata Singapore, Singapore Armed Forces, Sławia Sofia, Zvijezda Gradačac, Sturm Graz, Ventforet Kofu i Fagiano Okayama.